# Bataille de Stadtlohn
Guerre de Trente Ans
Batailles
La bataille de Stadtlohn, pendant la première période de la guerre de Trente Ans, opposa le 6 août 1623 une armée protestante commandée par Christian de Brunswick à celle de la Ligue Catholique sous les ordres de Tilly : elle se termina par une complète défaite des protestants.
Christian de Brunswick avait vainement tenté pendant l'été 1623 de susciter un nouveau foyer de soulèvement contre l'administration impériale dans la région de Basse Saxe. Devant l'échec, il avait voulu se réfugier aux Pays-Bas, avec son armée de 15 000 hommes, pour y retrouver le maître des coalisés protestants, Frédéric V et plus encore, la femme de celui-ci, Elizabeth Stuart à qui il portait une véritable dévotion.  
Le matin du 6 août, cependant, à quelques kilomètres de la frontière des Pays-Bas, il fut attaqué par l'armée de la Ligue Catholique commandée par Tilly. Christian put disposer ses troupes sur une éminence partiellement entourée de zones marécageuses, position avantageuse. Cet avantage théorique ne se révéla pas décisif, du fait que les troupes catholiques étaient plus nombreuses et aussi beaucoup plus aguerries. Elles infligèrent des pertes extrêmement lourdes à l'ennemi protestant. À peu près deux tiers des soldats commandés par Christian furent tués ou faits prisonniers. La déroute des protestants fut si complète qu'elle dissuade Tilly de poursuivre son attaque. À la tombée de la nuit, Christian et les débris de son armée atteignirent les Pays-Bas. Son train et son trésor de guerre tombèrent aux mains des catholiques.